# Tomasz Ryłko
Tomasz Ryłko znany również jako Ryłkołak (ur. 31 lipca 1963 r. w Warszawie) – polski dziennikarz radiowy i wydawca muzyczny, wykształcenie średnie.
Karierę radiową zaczął na początku lat 90. w Rozgłośni Harcerskiej. Potem można było go usłyszeć w Radio S w wieczornym pasmie o nazwie "Radio OVERGROUND". Autor kontrowersyjnej audycji Ryłkołak Horror Show, nadawanej w RMF FM oraz w Radiu 94. Podczas swojej audycji nadawał utwory głównie: death, grindcore-owe, folkowe, noise-owe i black metalowe, poprzedzone wstępem własnego autorstwa. Organizował i promował koncerty, wspierał niezależną scenę muzyczną punkową, rockową a nawet folkową. Prowadził wytwórnię "Dywizja Kot", która zakończyła swoją działalność w grudniu 2006.
Żonaty od września 1986 – żona Izabella.

## Wydane kasety
- Ryłkołak Horror Show vol. 6
- Ryłkołak Horror Show vol. 666 Requiem